# Друштвена Богословско-учитељска школа
Друштвена Богословско-учитељска школа, коју су такође називали Светосавска Вечерња Богословско-учитељска школа основана је 1890. године у Београду, а настава је кренула почетком наредне године. Школа је била активна кратко и радила је до 23. августа 1891. године, када је затворена. Припремала је свештенике и учитеље, који су требали да врше службу неослобођеним деловима Србије. Школа је основана под директним утицајем Друштва Светог Саве, које је и раније оснивало школе и велике напоре полагало у образовање младих Срба.

## Школа
Сама школа била је смештена у Друштвеном Дому, а уз школу је био установљен и пансионат у коме су живели сви ученици школе, њих четрдесет и два. Циљ ове школе био је спремање кандидата за свештенички и учитељски позив у неослобођеним крајевима Србије. У ову школу примани су ученици који су завршили Приправну школу, али и они коју су завршили неку другу средњу школу. 
Оснивање ове школе и њен наставни програм одобрило је Министарство просвете и црквених послова и Министарство иностраних дела, тако да су предавања у школи почела већ почетком јануара 1891. године. По пројекту управника школе прописана су и правила за примање питомаца, као и правила за унутрашњу управу питомаца. По тим правилима у ову школу примани су ученици из свих крајева српских и то само они који су имали препоруке од својих општина или познатих лица. Ученици нису могли бити млађи од 12 нити старији од 17 година, морали су имати завршену основну и макар два разреда било које средње школе. У собама, разредима, трпезаријама морали су се понашати по прописаним правилима. За упис у школу полагао се пријемни испит, а школовање је трајало четири године. За све ученике прописано је било нарочито одело, од српских тканина и прерађевина. Били су на тај начин униформисани и сви су носили исте кожне опасаче са великим месинганим грбом за закопчавање. По завршетку ове школе питомци су добијали новац за путни трошак и по један пар новог одела, а били су обавезни да у своме крају служе као свештеници или учитељи. Они који нису били подобни за прописане науке, могли су код Друштвених мајстора изучити занат по свом избору, а имали су издржавање као и други питомци. Њихова зарада уносила се у Друштвену касу, а када би изучили занат, куповали би им се алати и давала одређена сума, у име капитала, за отварање радње у свом крају.

## Предмети
У овој школи изучавали су се следећи предмети:
- Српски језик
- Паметарница Срба
- Старосрпски (Словенски) језик
- Паметарница српске цркве
- Паметарница Старозаветне и Новозаветне цркве
- Паметарница српске књижевности
- Катихизис
- Обредословље
- Наравствено Богославље
- Земљопис
- Природне науке (Зоологија, Ботаника, Минералогија, Физика, Хемија и Домаћа технологија)
- Општа паметарница
- Рачун с космографијом
- Пољска привреда
- Педагогија
- Методика и рад у школи
- Наука о чувању здравља и лечење у Срба
- Турски језик
- Француски језик
- Црквено певање и црквена правила
- Краснопис и цртање, геометријско и слободоручно
- Телесно вежбање

Акценат је свакако био на учењу српског језика и његовом очувању. У школи су сваке недеље и у време каквог празника држане ђачке забаве, на којима су певане песме из разних крајева, декламовало се, говориле се и читале беседе и други ђачки писмени састави. 
Школска слава био је Свети Сава, који се свечано прослављао уз присуство много народа. Школа је уживала велике симпатије међу народом и међу њеним ученицима. Ипак, и поред тога школа је била кратког века, само шест месеци након отварања била је затворена. Затварање ове школе испратили су неки од најзначајнијих часописа тог времена и јавност је била узрујана због овог догађаја. По затварању, школа је своје питомце разаслала по другим државним школама.